# Beni Arous
 (avril 2025).
Motif : Absence de sources secondaires centrées en nombre et qualité suffisants
- Archive Wikiwix
- Bing
- Cairn
- DuckDuckGo
- E. Universalis
- Gallica
- Google
- G. Books
- G. News
- G. Scholar
- Persée
- Qwant
- (zh) Baidu
- (ru) Yandex
- (wd) trouver des œuvres sur Wikidata

| 1. | Préciser le motif de la pose du bandeau. | Précisez le motif de la pose du bandeau en utilisant la syntaxe suivante : {{admissibilité à vérifier\|date=mai 2025\|motif=remplacez ce texte par le motif}}                   |
| 2. | Informer les utilisateurs concernés.     | Pensez à avertir le créateur de l'article, par exemple, en insérant le code ci-dessous sur sa page de discussion : {{subst:avertissement admissibilité à vérifier\|Beni Arous}} |

Beni Arous (en arabe : بني عروس) est une tribu arabe d'ascendance idrisside d'une part et amazigh ghomaras ou Sanhaja d'autre part, les premiers ayant un rôle religieux important parmi les Jbalas.

## Origines
Les Béni Arous ne sont pas unis sur le plan ethnique : selon les sources, certains sont des berbères Ghomara ou Sanhaja, d'autres des chorfas Idrissides, descendants d'un Slimane dit Sellam ben Mezouar ben Ali ben Mohamed ben Idriss II ben Idriss Ier. Ces derniers dominent le reste de la tribu, grâce à leur ascendance qui fait également d'eux des personnages importants du soufisme dans le Maroc du nord.

## Histoire
La légende de la formation raconte qu'a été envoyé chez le groupe originel de Ghomara un Chérif du nom de Sellam, fils de Mezouar, fils de Ali, fils de Mohamed, fils de Idriss II fils d'Idriss Ier. Il va être marié et sera alors appelé "Al-Arouss/Larousse" (qui veut dire "le marié", "le fiancé") ; il donnera alors son nom à la tribu tout entière, Bani Arous, les Fils du Fiancé'. Ils jouissent d'un réel pouvoir politique dans la région des Jbala depuis le XVe siècle, vont également lutter contre les invasions espagnoles et s'illustrer particulièrement à Sebta en 1418.
Grâce à leur qualité de chorfa, les Chérifs sont exemptés d'impôts, tout comme les Oumiyine qui sont leurs vassaux. Depuis l'expédition du sultan en 1889, les Samata forment une tribu "indépendante" et sont donc soumis à l'impôt.

## Composition tribale
Les Beni Arous sont composés de trois grands groupes : 
- Les Chérifs Beni Arous, aussi dit les Aroussiins, sont les chefs de la tribu. De par leur lignée Idrisside, ils ont une grande influence religieuse au sein de la tribu et parmi les autres jeblis.
  - Les Chérifs Laroussiyines, descendants de Sidi Ahmed al-Aroussi.
  - Les Chérifs Alamiyines (Alami) descendants de Moulay Abd as-Salam ben Mshish.

- Les Soumatas, ghomaras (ou Sanhaja), sont des membres libres, clients religieux et politiques des Chérifs.

- Les Oumiyine, ghomaras (?), également sous l'influence des Chérifs, sont comparables à des serfs au service des Chérifs, cultivant leurs terres.

## Religion
Les Béni Arous possèdent sur leur territoire le tombeau du Sidi Moulay Abd as-Salam ben Mchich, un des plus grands "saints" (wali) des Jbalas. Des pèlerins viennent de tout le Maroc pour le vénérer, avec une ardeur similaire à celle des marocains d'autrefois.

## Personnalités
- Sidi Ahmed Laroussi : Fondateur de la tribu Laroussiine dans le Seguïa al-Hamra
- Moulay Abd as-Salam ben Mchich : Maître de l'imam Chadhili et wali soufi issu de la tribu (sa lignée étant Abd as-Salam ben Slimane ben Abi Bakr ben Ali ben Harmah ben  'Isa ben Sellam "Al-Arous" ben Ahmed "Mezouar" ben Ali "Haydara" ben Mohamed ben Idriss II ben Idriss Ier).